# Josef Rauchenberger
Josef Rauchenberger (* 8. Juni 1949 in Hall in Tirol; † 22. Juni 2002 in Wien) war ein österreichischer Politiker (SPÖ) und Geschäftsführer der Schloss Laxenburg Betriebsgesellschaft. Er war von 1991 bis 1999 Mitglied des österreichischen Bundesrates und von 1999 bis 2002 Mitglied des Wiener Gemeinderates und Abgeordneter zum Wiener Landtag.

## Ausbildung und Beruf
Rauchenberger besuchte die Pflichtschule und erlernte in der Folge den Beruf des Zuckerbäckers, wobei er die Berufsschule im Jahr 1967 mit der Gesellenprüfung abschloss. Er war von 1967 bis 1968 als Konditor beschäftigt und leistete 1968 seinen Präsenzdienst ab. Danach wechselte Rauchenberger den Beruf. Er arbeitete 1969 als Immobilienmakler und -verwalter und war danach von 1973 bis 1976 als Geschäftsführer tätig. Im Jahr 1976 wechselte er in den Dienst der SPÖ, wo er als Angestellter des SPÖ-Bundesparteivorstandes arbeitete. Er war danach von 1982 bis 1991 Klubsekretär der SPÖ-Fraktion im Wiener Landtag und Gemeinderat und danach von 1991 bis 1992 Sekretär der Wiener SPÖ. Daneben absolvierte er 1985 die Berufsreifeprüfung an der Universität Wien und legte 1989 die Verwaltungsprüfung „B“ für Fachbeamte der Stadt Wien ab. Zuletzt arbeitete er ab 1995 als Geschäftsführer der Schloss Laxenburg Betriebsgesellschaft m.b.H. sowie des Vereins Niederösterreich Wien. 1999 wurde ihm der Berufstitel Professor verliehen. Rauchenberger studierte zeitweise Publizistik und Politologie an der Universität Wien.

## Politik und Funktionen
Rauchenberger war von 1980 bis 1983 als Bezirksrat im Bezirk Rudolfsheim-Fünfhaus aktiv und war danach von 1983 bis 1986 als Mitglied der Vollzugskommission am Sitze des Landesgerichtes für Strafsachen Wien aktiv. Zudem wirkte er ab 1985 als Mitglied mit beschließender Stimme des Kollegiums des Stadtschulrates. Er vertrat die Wiener SPÖ vom 1. Februar 1991 bis zum 18. November 1999 im Bundesrat. Danach war er von 1999 bis 2002 Mitglied des Wiener Gemeinderates und Abgeordneter zum Wiener Landtag.
Rauchenberger war Herausgeber und Mitautor mehrerer Handbücher und Nachschlagewerke wie „Bezirksvertretungen in Wien“, „Stichwort Demokratie. 50 Jahre Zeitgeschehen“ oder „Stichwort Bundesländer, Bundesrat“.
Er wurde am Südwestfriedhof (Gruppe 11, Reihe 6, Nummer 27) in Wien bestattet.

## Auszeichnungen
- Goldene Verdienstmedaille vom Roten Kreuz
- Silberne Verdienstmedaille vom Roten Kreuz
- Bronzene Verdienstmedaille vom Roten Kreuz
- Goldenes Ehrenzeichen für Verdienste um das Land Wien